# Living Tribunal
The Living Tribunal (Toà án Sống) là một nhân vật hư cấu xuất hiện trong các tác phẩm của Marvel Comics. Nhân vật này xuất hiện lần đầu tiên Strange Tales #157 June 1967 (chỉ thoáng qua, xuất hiện đầy đủ trong kỳ tiếp theo) và được sáng tạo bởi Stan Lee, Marie Severin và Herb Trimpe.

## Lịch sử xuất bản
The Living Tribunal xuất hiện lần đầu tiên trong "The Sands of Death", Strange Tales #157 - 163 (6-12/1967), buộc Doctor Strange trong một thời gian hạn chế phải chứng minh rằng Trái Đất xứng đáng để tồn tại. Được tạo ra như là một sức mạnh tối cao trong vũ trụ Marvel, nhân vật này xuất hiện rải rác trong nhiều sự kiện khác nhau, bao gồm What If #32 (4/1982); Rom #41 (4/1983) and Secret Wars II #6 (12/1985). The Living Tribunal tiết lộ manh mối về mục đích và bản chất của mình trong Silver Surfer vol. 3, #31 (12/1989).
Sau khi xuất hiện ngắn với vai trò quan sát viên trong Guardians of the Galaxy #16 (9/1991) và Quasar #26 (9/1991), nhân vật này đã có vai trò quan trọng hơn trong Infinity Gauntlet #1 - 6 (6-12/1991) và Warlock and the Infinity Watch #1 (2/1992). Vai trò của The Living Tribunal cuối cùng được mở rộng trong She-Hulk vol. 2, #12 (11/2006).

## Tiểu sử hư cấu
The Living Tribunal gần như là một thực thể toàn năng giám sát và duy trì sự cân bằng của thực tại vốn tạo nên đa vũ trụ Marvel, bao gồm vũ trụ chính và các vũ trụ song song.
Nhân vật này xuất hiện lần đầu tiên trước mặt Doctor Strange, thông báo ý định của mình để tiêu diệt Trái Đất vì nó ẩn chứa cái ác. Strange đã thuyết phục được the Living Tribunal rằng cái tốt cũng tồn tại và Trái Đất được cứu thoát. The Living Tribunal xuất hiện trở lại trước Rom; xuất hiện trong một thời gian ngắn cùng với phần còn lại của các thần vũ trụ khi thảo luận với thực thể Beyonder; và tiết lộ với cựu sứ giả của Galactus (Silver Surfer) ba gương mặt của mình đại diện cho "Công bằng"; "Báo thù" và "Tất yếu". Mặt thứ tư của nó được để trống, khi thực thể tuyên bố bằng nó có thể đại diện cho thực thể vũ trụ Stranger. Nó cũng là nhân chứng cho chiến thắng của anh hùng Quasar - hành động như hiện thân của thực thể vũ trụ Infinity - đánh bại Maelstrom, hiện thân của thực thể vũ trụ Oblivion.

## Quyền năng
The Living Tribunal đạt được sức mạnh gần như vô hạn và kiểm soát tuyệt đối tất cả các vũ trụ Marvel, và có thể vô hiệu hoá Infinity Gems khá dễ khi chúng tập hợp,, dù vậy, nó vẫn được xem là bầy tôi của một thực thể còn cao hơn gọi là The One Above All.